# Codex Regius
Le Codex Regius ou Livre du roi est un manuscrit islandais connu pour contenir l’Edda poétique.

## Histoire
L'histoire du Codex Regius est inconnue jusqu'en 1643, année où Brynjólfur Sveinsson, futur évêque de Skálholt, entra en sa possession avant de le léguer, ainsi que le Livre de Flatey en 1662 à Frédéric III, roi du Danemark. Il fut conservé dans la toute nouvelle bibliothèque royale du Danemark sous la cote GKS 2365 4to et échappa au grand incendie de Copenhague du 20 octobre 1728. 
Le 21 avril 1971, il est rendu solennellement à l'Islande au cours d'une grande cérémonie. Il est aujourd'hui gardé précieusement à l'Institut Árni Magnússon, à Reykjavík.
L'un des principaux manuscrits de l’Edda de Snorri (GKS 2367 4to) porte aussi le nom de Codex Regius. Il est composé de 55 pages de vélin datant du début du XIVe siècle. Il faisait partie du même cadeau de l'évêque au roi du Danemark. Il a été rendu a l'Islande en 1985, et il se trouve également depuis lors conservé à l'Institut Árni Magnússon.

## Contenu
Le Codex Regius mesure 19 sur 13 cm, et est composé de 45 feuilles de vélin, et sa rédaction est estimée autour des années 1275. Il contenait à l'origine 8 feuilles de plus, qui sont manquantes de nos jours. Cet écrit est l'unique source de la plupart des poèmes qu'il contient, 31 poèmes répartis en deux ensembles : les poèmes mythologiques et les poèmes épiques.

### Les poèmes mythologiques
Völuspá — La Prédiction de la voyante
Hávamál — L'Ode du Très-Haut
Grímnismál — L'Ode de Grimnir
Vafþrúðnismál — L'Ode de Vafthrudhnir
Hymiskviða — Le Chant d'Hymir
Þrymskviða — Le Chant de Thrym
Alvíssmál — L'Ode d'Alviss
Hárbarðsljóð — Le Lai d'Harbard
Skírnismál — L'Ode de Skirnir
Lokasenna — L'Esclandre de Loki

### Les poèmes épiques
Atlakviða — Le Chant d'Atli
Atlamál — L'Ode d'Atli
Reginsmál — L'Ode de Regin
Fáfnismál — L'Ode de Fáfnir
Grípisspá — La Prédiction de Grippir
Sigrdrífumál — L'Ode de Sigrdrífa
Brot af Sigurðarkviðu — Le Fragment du poème de Sigurdr
Sigurðarkviða hin skamma — Le Chant bref de Sigurdr
Guðrúnarkviða I — Le Premier Chant de Gudrún
Helreið Brynhildar — Chevauchée de Brynhild au royaume de Hel
Guðrúnarkviða II — Le Deuxième Chant de Gudrún
Guðrúnarkviða III — Le Troisième Chant de  Gudrún
Oddrúnargrátr — La Complainte d'Oddrún
Guðrúnarhvöt — L'Exhortation de Gudhrun
Hamðismál — L'Ode d'Hamdir
Helgakviða Hjörvarðssonar — Le Chant de Helgi, fils de Hjörvardhr
Helgakviða Hundingsbana I — Le Premier Chant d'Helgi, meurtrier de Hundingr
Helgakviða Hundingsbana II — Le Deuxième Chant d'Helgi, meurtrier de Hundingr
Völundarkviða — Le Chant de Völundr

## Dans la Littérature
- Le Livre du roi un roman historique d'Arnaldur Indridason, publié en 2006 construit son intrigue autour de l'exemplaire original du livre.